# Campanula tanfanii
Campanula tanfanii är en klockväxtart som beskrevs av Dieter Podlech. Campanula tanfanii ingår i släktet blåklockor, och familjen klockväxter. Inga underarter finns listade i Catalogue of Life.